# Cavasteron lacertae
Cavasteron lacertae är en spindelart som beskrevs av Baehr och Rudy Jocqué 2000. Cavasteron lacertae ingår i släktet Cavasteron och familjen Zodariidae. Inga underarter finns listade i Catalogue of Life.